# Parc national des Chutes d'Augrabies
Le parc national des Chutes d'Augrabies (anglais : Augrabies Falls National Park, afrikaans : Augrabies Nasionale Park) est un parc national sud-africain situé dans la province du Cap-du-Nord. Créé en 1966, il couvre 554 km2.

## Galerie

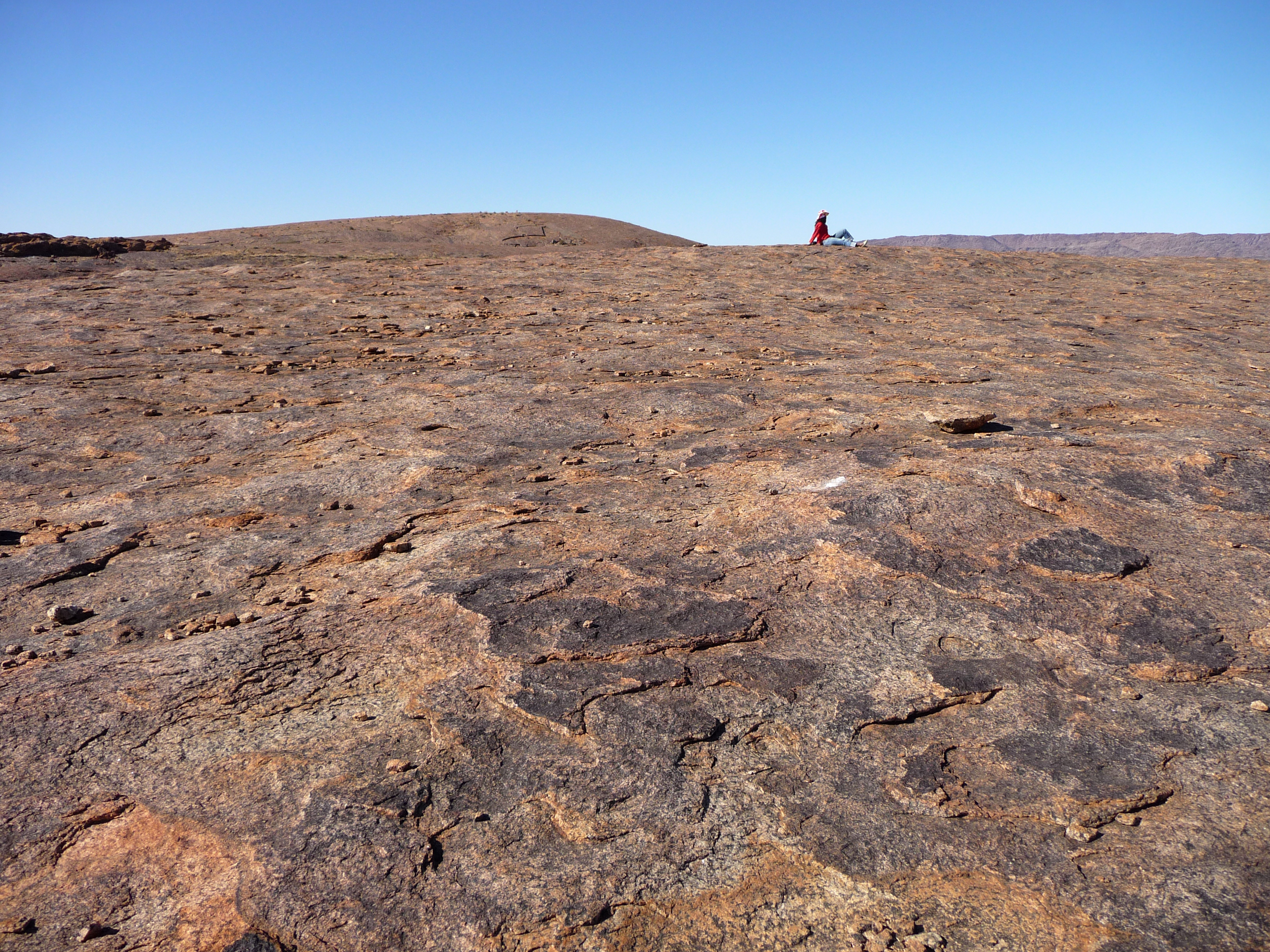
Les pierres de Lune
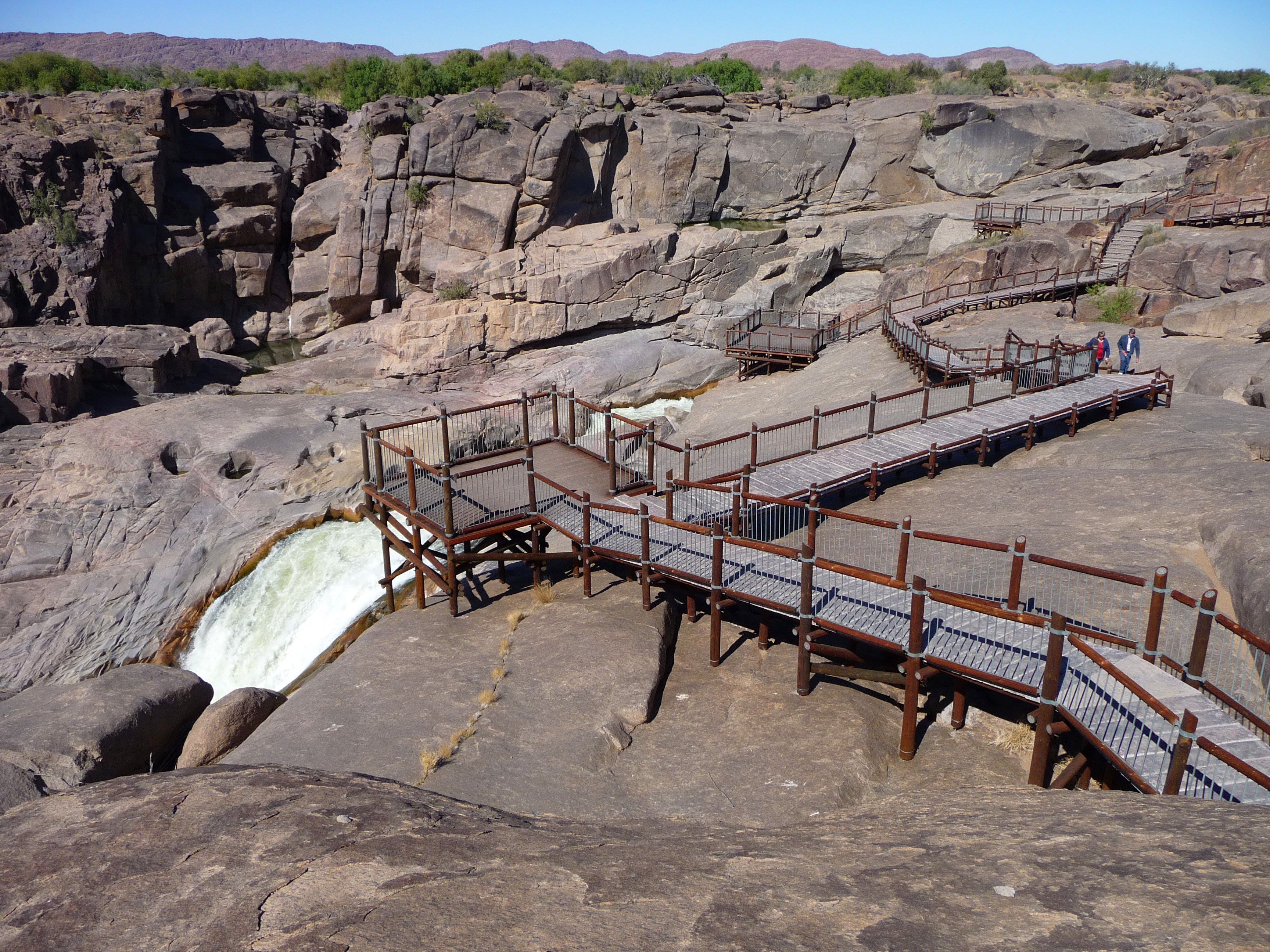
Passerelle sécurisée avec les plates-formes d'observation
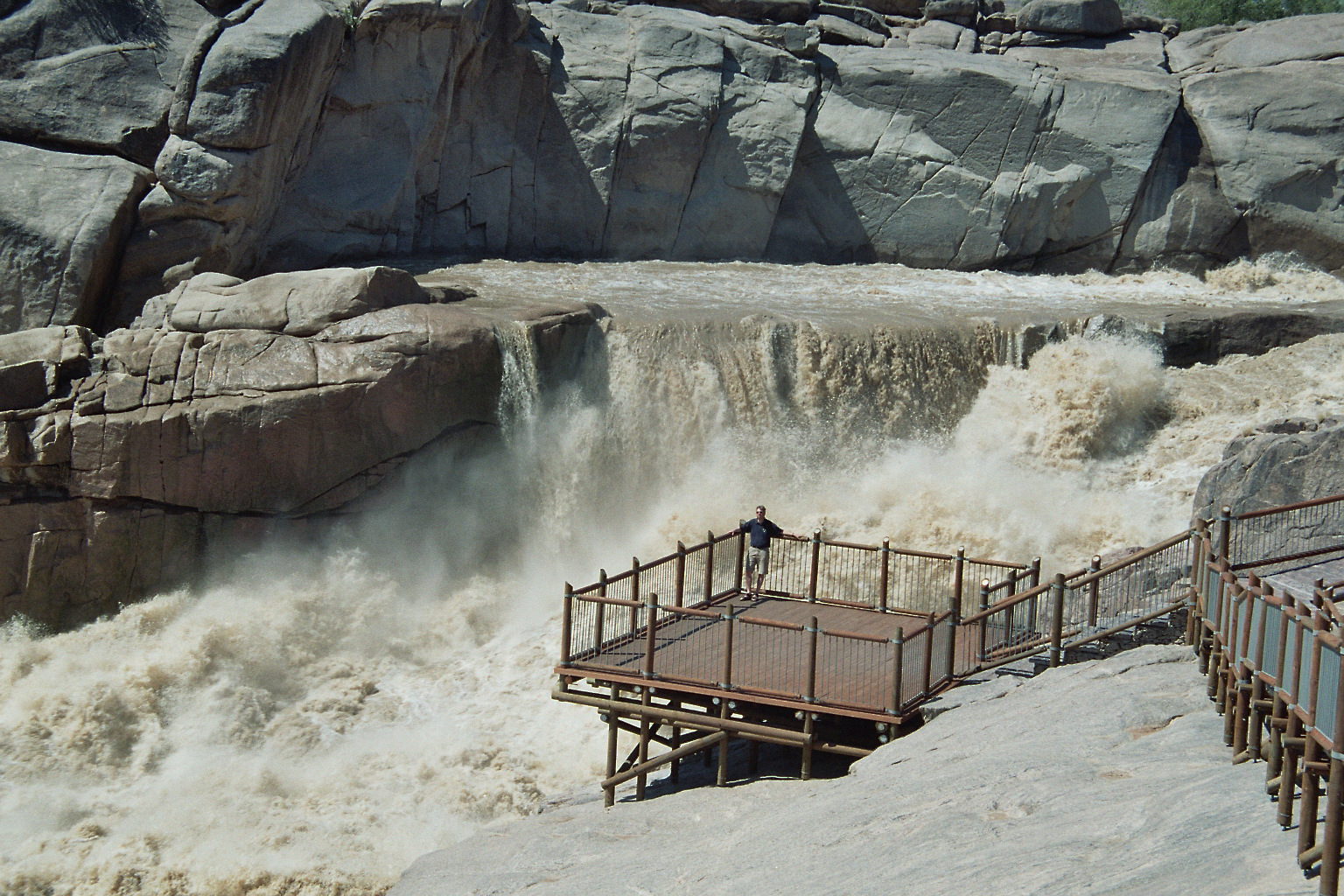
Les chutes et les plates-formes d'observation
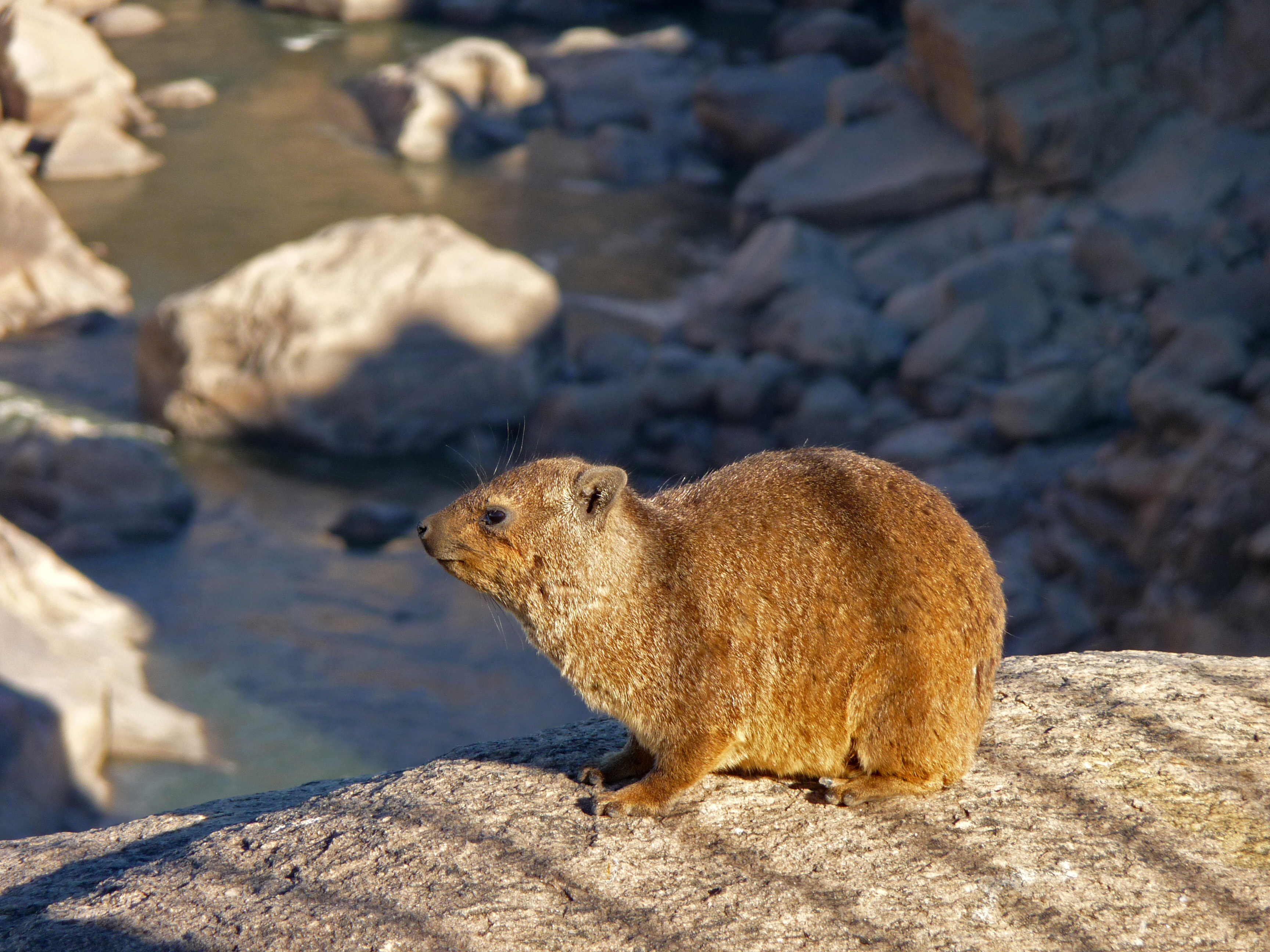
Un hyrax se réchauffant au soleil du matin
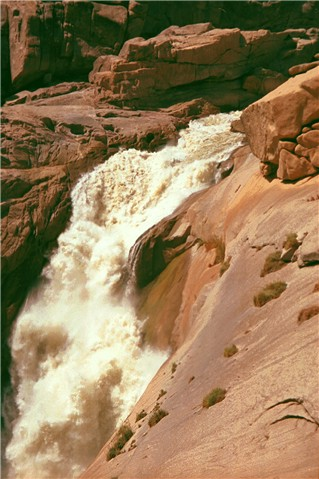
Les chutes